# Павел Петровић (сликар)
Павел Петровић (1818—1852) био је српски сликар.

## Биографија
Заједно са оцем Савом јавља се 1834. године у Темишвару као пренумерант „живописац”, књиге Милована Видаковића. То потврђује да се прво учио код оца Саве, у њиховој сликарској радионици. Завршио је сликарску академију у Бечу (1834-1837). По повратку са студија оженио се 1838. године са Драгињом Попов из Модоша, и то је разлог зашто се ту трајно населио. Осликао је иконостас у цркви Св. Николе у Модошу 1839. године. Налазимо га 1839-1841. године у Модошу, где слика поред икона и портрете тамошњег грађанства. Павел се представник епохе класицизма и најбољим вештаком показао у сликању портрета. Позната су два портрета, његово дело: поп Лазар Поповић и његова супруга Мила.
После пет година брака, када се "заситио" породичног живота, склопио је са супругом договор: напустиће дом под обавезом да годишње шаље њој и деци (Теодор и Кристина) 300 ф. за издржавање.
Између 1843. и 1852. године сам, авантуристичког духа заиста је пропутовао свет; обишао целу Европу, Индију, Кину. Дошао је у Европу, у Париз 1847. године где је дочекан са почастима. Јавио се 1850. године писмом породици из Хонг Конга. Следеће 1851. године стигао у Америку, где је у Лос Анђелесу у пожару изгубио сву имовину и атеље. Отац и супруга су га званично тражили, преко конзуларних представништава, јер није испуњавао обавезу према породици.